# 左通駅
左通駅（さどおりえき）は秋田県仙北市西木町上桧木内字左通にある秋田内陸縦貫鉄道秋田内陸線の駅。

## 歴史
- 1989年（平成元年）4月1日：秋田内陸縦貫鉄道の駅として仙北郡西木村に開業[1][2]。無人駅[2]。

## 駅構造
単式ホーム1面1線を有する地上駅。無人駅で駅舎はないが待合所が設置されている。

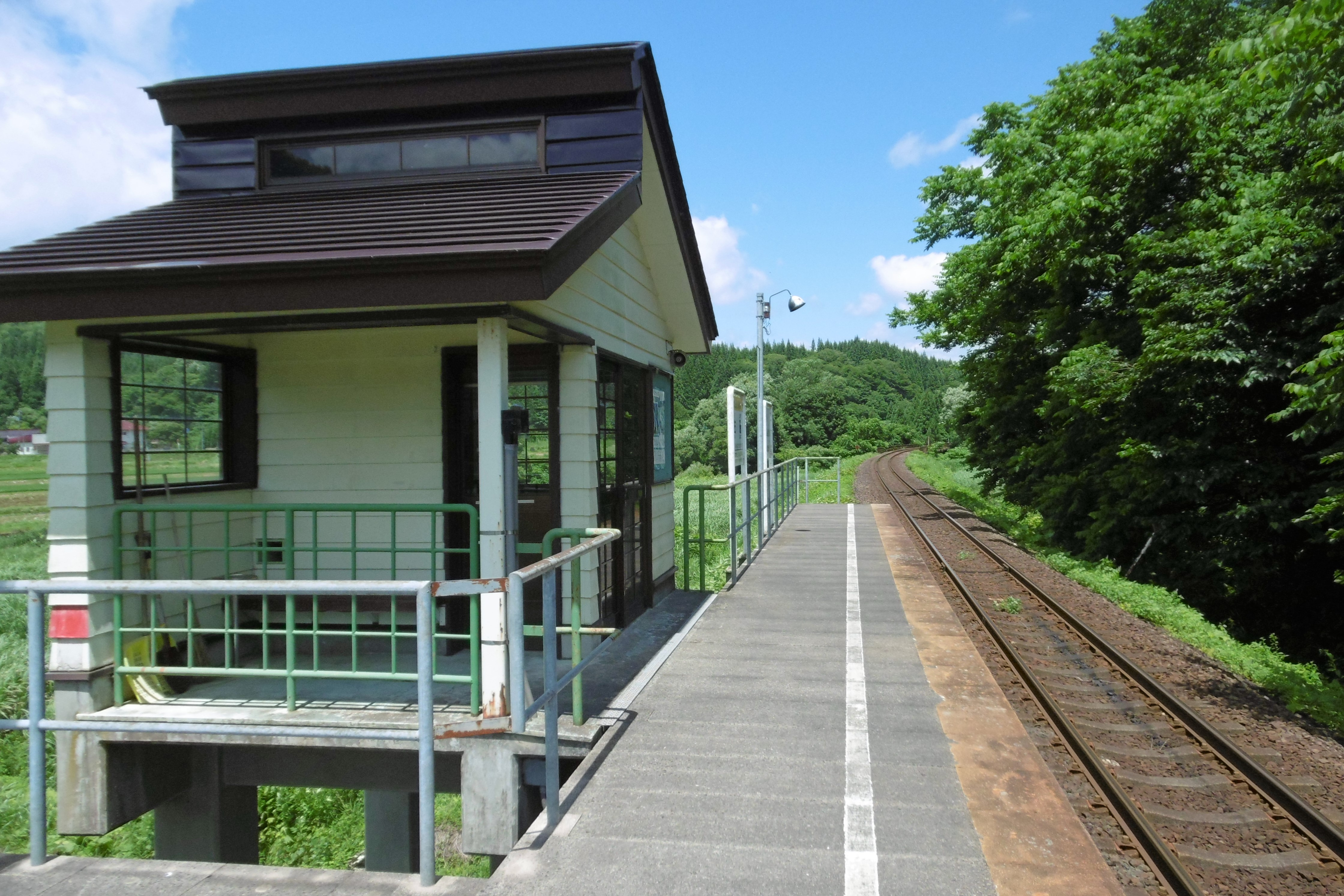
ホーム（鷹巣方向）

## 利用状況
| 1日乗降人員推移 | 1日乗降人員推移 |
| 年度            | 1日平均人数     |
| --------------- | --------------- |
| 2016年          | 2               |
| 2017年          | 2               |
| 2018年          | 1               |

## 駅周辺
駅の西側を国道105号が南北に通っている。

## 隣の駅
秋田内陸縦貫鉄道
■秋田内陸線
□快速（下り列車のみ停車）・■普通
上桧木内駅 - 左通駅 - 羽後中里駅